# Lista odcinków serialu Żona idealna
Poniżej znajduje się lista odcinków serialu telewizyjnego Żona idealna – emitowanego przez amerykańską stację telewizyjną CBS od 22 września 2009 roku. 

## Sezon 1 (2009-10)
| Nr | #  | Tytuł          | Tytuł polski              | Reżyseria            | Scenariusz                                      | Premiera (CBS)       | Premiera w Polsce (Hallmark/Universal) |
| -- | -- | -------------- | ------------------------- | -------------------- | ----------------------------------------------- | -------------------- | -------------------------------------- |
| 1  | 1  | Pilot          | Pilot                     | Charles McDougall    | Robert King, Michelle King                      | 22 września 2009     | 20 stycznia 2010                       |
| 2  | 2  | Stripped       | Rozebrana do naga         | Charles McDougall    | Robert King, Michelle King                      | 29 września 2009     | 20 stycznia 2010                       |
| 3  | 3  | Home           | Jak w domu                | Scott Ellis          | Dee Johnson                                     | 6 października 2009  | 27 stycznia 2010                       |
| 4  | 4  | Fixed          | Ukartowana gra            | Daniel Minahan       | Todd Ellis Kessler                              | 13 października 2009 | 27 stycznia 2010                       |
| 5  | 5  | Crash          | Starcie                   | Gloria Muzio         | Ted Humphrey                                    | 20 października 2009 | 3 lutego 2010                          |
| 6  | 6  | Conjugal       | Małżeńska przemoc         | Rod Holcomb          | Angela Amato Velez                              | 3 listopada 2009     | 3 lutego 2010                          |
| 7  | 7  | Unorthodox     | Niekonwencjonalny adwokat | John Polson          | Robert King, Michelle King                      | 10 listopada 2009    | 10 lutego 2010                         |
| 8  | 8  | Unprepared     | Apelacja                  | Jim McKay            | Corinne Brinkerhoff                             | 17 listopada 2009    | 10 lutego 2010                         |
| 9  | 9  | Threesome      | Trójkąt                   | James Whitmore, Jr.  | Ted Humphrey                                    | 24 listopada 2009    | 17 lutego 2010                         |
| 10 | 10 | Lifeguard      | Ratownik                  | Paris Barclay        | Tom Smuts                                       | 15 grudnia 2009      | 17 lutego 2010                         |
| 11 | 11 | Infamy         | Zniesławienie             | Nelson McCormick     | Todd Ellis Kessler                              | 5 stycznia 2010      | 24 lutego 2010                         |
| 12 | 12 | Painkiller     | Znieczulacz               | Steve Shill          | Corinne Brinkerhoff                             | 12 stycznia 2010     | 24 lutego 2010                         |
| 13 | 13 | Bad            | Zły                       | Alex Zakrzewski      | Ted Humphrey                                    | 2 lutego 2010        | 19 maja 2010                           |
| 14 | 14 | Hi             | Hej                       | John Gallagher       | Robert King, Michelle King, Barry M. Schkolnick | 9 lutego 2010        | 19 maja 2010                           |
| 15 | 15 | Bang           | Huk                       | Rod Holcomb          | Courtney Kemp Agboh                             | 2 marca 2010         | 26 maja 2010                           |
| 16 | 16 | Fleas          | Pchły                     | Rosemary Rodriguez   | Amanda Segel                                    | 9 marca 2010         | 26 maja 2010                           |
| 17 | 17 | Heart          | Serce                     | Félix Alcalá         | Corinne Brinkerhoff                             | 16 marca 2010        | 2 czerwca 2010                         |
| 18 | 18 | Doubt          | Zwątpienie                | Félix Alcalá         | Karen Hall                                      | 6 kwietnia 2010      | 2 czerwca 2010                         |
| 19 | 19 | Boom           | Huk                       | Lesli Linka Glatter  | Ted Humphrey                                    | 27 kwietnia 2010     | 9 czerwca 2010                         |
| 20 | 20 | Mock           | Imitacja                  | Rod Holcomb          | Todd Ellis Kessler                              | 4 maja 2010          | 9 czerwca 2010                         |
| 21 | 21 | Unplugged      | Bez prądu                 | Christopher Misiano  | Karen Hall                                      | 11 maja 2010         | 16 czerwca 2010                        |
| 22 | 22 | Hybristophilia | Hybristofilia             | Frederick E. O. Toye | Frank Pierson                                   | 18 maja 2010         | 16 czerwca 2010                        |
| 23 | 23 | Running        | Ucieczka                  | James Whitmore, Jr.  | Robert King, Michelle King, Corinne Brinkerhoff | 25 maja 2010         | 23 czerwca 2010                        |

## Sezon 2 (2010-11)
| Nr | #  | Tytuł                | Tytuł polski            | Reżyseria            | Scenariusz                                      | Premiera (CBS)       | Premiera w Polsce (Universal Channel) |
| -- | -- | -------------------- | ----------------------- | -------------------- | ----------------------------------------------- | -------------------- | ------------------------------------- |
| 24 | 1  | Taking Control       | Przejęcie kontroli      | Félix Alcalá         | Robert King, Michelle King                      | 28 września 2010     | 25 stycznia 2011                      |
| 25 | 2  | Double Jeopardy      | Powtórne zagrożenie     | Dean Parisot         | Ted Humphrey                                    | 5 października 2010  | 1 lutego 2011                         |
| 26 | 3  | Breaking Fast        | Przerwany post          | James Whitmore, Jr.  | Corinne Brinkerhoff                             | 12 października 2010 | 8 lutego 2011                         |
| 27 | 4  | Cleaning House       | Porządki                | Rosemary Rodriguez   | Robert King, Michelle King                      | 19 października 2010 | 15 lutego 2011                        |
| 28 | 5  | VIP Treatment        | Specjalne względy       | Michael Zinberg      | Robert King, Michelle King                      | 26 października 2010 | 22 lutego 2011                        |
| 29 | 6  | Poisoned Pill        | Trucizna w tabletkach   | Peter OFallon        | Keith Eisner                                    | 9 listopada 2010     | 1 marca 2011                          |
| 30 | 7  | Bad Girls            | Niegrzeczne dziewczynki | Jim McKay            | Courtney Kemp Agboh                             | 16 listopada 2010    | 8 marca 2011                          |
| 31 | 8  | On Tap               | Na podsłuchu            | Roxann Dawson        | Leonard Dick                                    | 23 listopada 2010    | 15 marca 2011                         |
| 32 | 9  | Nine Hours           | Dziewięć godzin         | Julie Hébert         | Meredith Averill                                | 14 grudnia 2010      | 22 marca 2011                         |
| 33 | 10 | Breaking Up          | Rozstanie               | Félix Alcalá         | Robert King, Michelle King, Courtney Kemp Agboh | 11 stycznia 2011     | 29 marca 2011                         |
| 34 | 11 | Two Courts           | Dwa sądy                | Tom DiCillo          | Ted Humphrey                                    | 18 stycznia 2011     | 5 kwietnia 2011                       |
| 35 | 12 | Silly Season         | Sezon Silly             | Rosemary Rodriguez   | Corinne Brinkerhoff                             | 1 lutego 2011        | 12 kwietnia 2011                      |
| 36 | 13 | Real Deal            | Złoty interes           | Michael Zinberg      | Robert King, Michelle King, Keith Eisner        | 8 lutego 2011        | 19 kwietnia 2011                      |
| 37 | 14 | Net Worth            | Netto                   | Brooke Kennedy       | Robert King, Michelle King, Meredith Averill    | 15 lutego 2011       | 26 kwietnia 2011                      |
| 38 | 15 | Silver Bullet        | Srebrna kula            | Jim McKay            | Robert King, Michelle King, Steve Lichtman      | 22 lutego 2011       | 3 maja 2011                           |
| 39 | 16 | Great Firewall       | Zapora                  | Nelson McCormick     | Robert King, Michelle King, Leonard Dick        | 1 marca 2011         | 10 maja 2011                          |
| 40 | 17 | Ham Sandwich         | Kanapka z szynką        | Griffin Dunne        | Keith Eisner                                    | 22 marca 2011        | 17 maja 2011                          |
| 41 | 18 | Killer Song          | Pieśń mordercy          | James Whitmore, Jr.  | Karen Hall                                      | 29 marca 2011        | 24 maja 2011                          |
| 42 | 19 | Wrongful Termination | Bezprawne zwolnienie    | Phil Abraham         | Ted Humphrey                                    | 5 kwietnia 2011      | 31 maja 2011                          |
| 43 | 20 | Foreign Affairs      | Sprawy zagraniczne      | Frederick E. O. Toye | Robert King, Michelle King, Meredith Averill    | 12 kwietnia 2011     | 7 czerwca 2011                        |
| 44 | 21 | In Sickness          | W chorobie              | Félix Alcalá         | Robert King, Michelle King, Steve Lichtman      | 3 maja 2011          | 14 czerwca 2011                       |
| 45 | 22 | Getting Off          | Zwolnienie              | Roxann Dawson        | Robert King, Michelle King, Leonard Dick        | 10 maja 2011         | 21 czerwca 2011                       |
| 46 | 23 | Closing Arguments    | Podsumowanie            | Robert King          | Robert King, Michelle King, Corinne Brinkerhoff | 17 maja 2011         | 28 czerwca 2011                       |

## Sezon 3 (2011-12)
| Nr | #  | Tytuł                   | Tytuł polski              | Reżyseria            | Scenariusz                                             | Premiera (CBS)       | Premiera w Polsce (Universal Channel) |
| -- | -- | ----------------------- | ------------------------- | -------------------- | ------------------------------------------------------ | -------------------- | ------------------------------------- |
| 47 | 1  | A New Day               | Nowy dzień                | Brooke Kennedy       | Robert King, Michelle King, Meredith Averill           | 25 września 2011     | 11 stycznia 2012                      |
| 48 | 2  | The Death Zone          | Strefa śmierci            | Jim McKay            | Robert King, Michelle King, Leonard Dick               | 2 października 2011  | 18 stycznia 2012                      |
| 49 | 3  | Get a Room              | Nie przy ludziach         | David Platt          | Robert King, Michelle King, Julia Wolfe                | 9 października 2011  | 25 stycznia 2012                      |
| 50 | 4  | Feeding the Rat         | Dokarmianie szczura       | Frederick E. O. Toye | Keith Eisner                                           | 16 października 2011 | 1 lutego 2012                         |
| 51 | 5  | Marthas and Caitlins    | Marty i Kasie             | Félix Alcalá         | Ted Humphrey                                           | 23 października 2011 | 8 lutego 2012                         |
| 52 | 6  | Affairs of State        | Sprawy wewnętrzne         | Dean Parisot         | Corinne Brinkerhoff                                    | 30 października 2011 | 15 lutego 2012                        |
| 53 | 7  | Executive Order 13224   | Dylemat                   | Brooke Kennedy       | Leonard Dick                                           | 6 listopada 2011     | 22 lutego 2012                        |
| 54 | 8  | Death Row Tip           | Wycieczka do celi śmierci | Joshua Marston       | Robert King, Michelle King, Matthew Montoya            | 13 listopada 2011    | 29 lutego 2012                        |
| 55 | 9  | Whiskey Tango Foxtrot   | Whisky, tango, fokstrot   | Rosemary Rodriguez   | Robert King, Michelle King, Meredith Averill           | 20 listopada 2011    | 7 marca 2012                          |
| 56 | 10 | Parenting Made Easy     | Ułatwione rodzicielstwo   | Rosemary Rodriguez   | Robert King, Michelle King, Courtney Kemp Agboh        | 4 grudnia 2011       | 14 marca 2012                         |
| 57 | 11 | What Went Wrong         | Gdzie tkwił błąd          | James Whitmore, Jr.  | Robert King, Michelle King, Keith Eisner               | 11 grudnia 2011      | 21 marca 2012                         |
| 58 | 12 | Alienation of Affection | Chłód uczuć               | Michael Zinberg      | Robert King, Michelle King, Corinne Brinkerhoff        | 8 stycznia 2012      | 28 marca 2012                         |
| 59 | 13 | Bitcoin for Dummies     | Bitmonety dla głupków     | Frederick E. O. Toye | Robert King, Michelle King, Courtney Kemp Agboh        | 15 stycznia 2012     | 4 kwietnia 2012                       |
| 60 | 14 | Another Ham Sandwich    | Kolejna kanapka z szynką  | Frederick E. O. Toye | Leonard Dick                                           | 29 stycznia 2012     | 11 kwietnia 2012                      |
| 61 | 15 | Live from Damascus      | Transmisja z Damaszku     | Brooke Kennedy       | Robert King, Michelle King, Leonard Dick, Ted Humphrey | 19 lutego 2012       | 18 kwietnia 2012                      |
| 62 | 16 | After the Fall          | Po upadku                 | James Whitmore, Jr.  | Meredith Averill                                       | 4 marca 2012         | 25 kwietnia 2012                      |
| 63 | 17 | Long Way Home           | Długa droga do domu       | Nelson McCormick     | Keith Eisner                                           | 11 marca 2012        | 2 maja 2012                           |
| 64 | 18 | Gloves Come Off         | Bez rękawiczek            | Michael Zinberg      | Leonard Dick, Matthew Montoya                          | 18 marca 2012        | 9 maja 2012                           |
| 65 | 19 | Blue Ribbon Panel       | Panel ekspertów           | Rosemary Rodriguez   | Robert King, Michelle King, Courtney Kemp Agboh        | 25 marca 2012        | 16 maja 2012                          |
| 66 | 20 | Pants on Fire           | Spodnie w ogniu           | Roxann Dawson        | Ted Humphrey                                           | 15 kwietnia 2012     | 23 maja 2012                          |
| 67 | 21 | The Penalty Box         | Ławka kar                 | Michael Zinberg      | Robert King, Michelle King, Ted Humphrey, Julia Wolfe  | 22 kwietnia 2012     | 30 maja 2012                          |
| 68 | 22 | The Dream Team          | Drużyna marzeń            | Robert King          | Corinne Brinkerhoff, Meredith Averill                  | 29 kwietnia 2012     | 6 czerwca 2012                        |

## Sezon 4 (2012-13)
| Nr | #  | Tytuł                      | Tytuł polski                           | Reżyseria            | Scenariusz                                  | Premiera (CBS)       | Premiera w Polsce (Universal Channel) |
| -- | -- | -------------------------- | -------------------------------------- | -------------------- | ------------------------------------------- | -------------------- | ------------------------------------- |
| 69 | 1  | I Fought the Law           | W obronie prawa                        | Michael Zinberg      | Robert King, Michelle King                  | 30 września 2012     | 16 stycznia 2013                      |
| 70 | 2  | And the Law Won            | Prawo zwyciężyło                       | Rosemary Rodriguez   | Ted Humphrey                                | 7 października 2012  | 23 stycznia 2013                      |
| 71 | 3  | Two Girls, One Code        | Dwie dziewczyny, jeden kod             | Brooke Kennedy       | Robert King, Michelle King                  | 14 października 2012 | 30 stycznia 2013                      |
| 72 | 4  | Dont Haze Me, Bro          | Nie ściemniaj, stary                   | Michael Zinberg      | Keith Eisner                                | 21 października 2012 | 6 lutego 2013                         |
| 73 | 5  | Waiting for the Knock      | Czekając, aż zapuka                    | Frederick E. O. Toye | Leonard Dick                                | 28 października 2012 | 13 lutego 2013                        |
| 74 | 6  | The Art of War             | Sztuka wojny                           | Josh Charles         | Robert King, Michelle King, Ted Humphrey    | 4 listopada 2012     | 20 lutego 2013                        |
| 75 | 7  | Anatomy of a Joke          | Anatomia żartu                         | James Whitmore, Jr.  | Craig Turk, Robert King, Michelle King      | 11 listopada 2012    | 27 lutego 2013                        |
| 76 | 8  | Here Comes the Judge       | Arbitralne sądy                        | Rosemary Rodriguez   | Meredith Averill                            | 18 listopada 2012    | 6 marca 2013                          |
| 77 | 9  | A Defense of Marriage      | Niebezpieczne związki                  | Brooke Kennedy       | Robert King, Michelle King, Matthew Montoya | 25 listopada 2012    | 13 marca 2013                         |
| 78 | 10 | Battle of the Proxies      | Bitwa per procura                      | Griffin Dunne        | Ted Humphrey                                | 2 grudnia 2012       | 20 marca 2013                         |
| 79 | 11 | Boom De Yah Da             | Mediacje                               | Félix Alcalá         | Nichelle Tramble Spellman                   | 6 stycznia 2013      | 27 marca 2013                         |
| 80 | 12 | Je Ne Sais What?           | O co chodzi?                           | Matt Shakman         | Jacqueline Hoyt                             | 13 stycznia 2013     | 3 kwietnia 2013                       |
| 81 | 13 | The Seven Day Rule         | Zasada siódmego dnia                   | Michael Zinberg      | Keith Eisner                                | 27 stycznia 2013     | 10 kwietnia 2013                      |
| 82 | 14 | Red Team, Blue Team        | Drużyna czerwonych/drużyna niebieskich | Jim McKay            | Robert King, Michelle King                  | 17 lutego 2013       | 17 kwietnia 2013                      |
| 83 | 15 | Going for the Gold         | Wyścig po złoto                        | Rosemary Rodriguez   | Leonard Dick                                | 3 marca 2013         | 24 kwietnia 2013                      |
| 84 | 16 | Runnin with the Devil      | Kontrakt z diabłem                     | Christopher Misiano  | Meredith Averill                            | 10 marca 2013        | 1 maja 2013                           |
| 85 | 17 | Invitation to an Inquest   | Zaproszenie na dochodzenie             | Kevin Hooks          | Julia Wolfe, Matthew Montoya                | 17 marca 2013        | 8 maja 2013                           |
| 86 | 18 | Death of a Client          | Śmierć klienta                         | Robert King          | Robert King, Michelle King                  | 24 marca 2013        | 15 maja 2013                          |
| 87 | 19 | The Wheels of Justice      | Koło sprawiedliwości                   | Frederick E. O. Toye | Jacqueline Hoyt                             | 31 marca 2013        | 22 maja 2013                          |
| 88 | 20 | Rape: A Modern Perspective | Gwałt pokazany z nowej perspektywy     | Brooke Kennedy       | J. C. Nolan                                 | 14 kwietnia 2013     | 29 maja 2013                          |
| 89 | 21 | A More Perfect Union       | Związek za doskonały                   | Michael Zinberg      | Craig Turk                                  | 21 kwietnia 2013     | 5 czerwca 2013                        |
| 90 | 22 | Whats in the Box?          | Co się kryje w pudełku?                | Robert King          | Robert King, Michelle King                  | 28 kwietnia 2013     | 12 czerwca 2013                       |

## Sezon 5 (2013-14)
| Nr  | #  | Tytuł                          | Tytuł polski        | Reżyseria            | Scenariusz                           | Premiera (CBS)       | Premiera w Polsce (Universal Channel) |
| --- | -- | ------------------------------ | ------------------- | -------------------- | ------------------------------------ | -------------------- | ------------------------------------- |
| 91  | 1  | Everything is Ending           | Wszystko się kończy | Robert King          | Robert King, Michelle King           | 29 września 2013     | 9 czerwca 2014                        |
| 92  | 2  | The Bit Bucket                 | Pokaźny pakiet      | Michael Zinberg      | Ted Humphrey, Robert King            | 6 października 2013  | 16 czerwca 2014                       |
| 93  | 3  | A Precious Commodity           | Kosztowny wywiad    | Brooke Kennedy       | Keith Eisner                         | 13 października 2013 | 23 czerwca 2014                       |
| 94  | 4  | Outside the Bubble             | Wykluczenie         | Félix Alcalá         | Robert King, Michelle King           | 20 października 2013 | 30 czerwca 2014                       |
| 95  | 5  | Hitting the Fan                | Nowe rozdanie       | James Whitmore       | Robert King, Michelle King           | 27 października 2013 | 7 lipca 2014                          |
| 96  | 6  | The Next Day                   | Kolejny dzień       | Michael Zinberg      | Leonard Dick                         | 3 listopada 2013     | 14 lipca 2014                         |
| 97  | 7  | The Next Week                  | Kolejny tydzień     | Frederick E. O. Toye | Craig Turk                           | 10 listopada 2013    | 21 lipca 2014                         |
| 98  | 8  | The Next Month                 | Kolejny miesiąc     | Josh Charles         | Ted Humphrey                         | 17 listopada 2013    | 28 lipca 2014                         |
| 99  | 9  | Whack-a-Mole                   | Dwie sroki w garści | Kevin Hooks          | Nichelle Tramble Spellman            | 24 listopada 2013    | 4 sierpnia 2014                       |
| 100 | 10 | The Decision Tree              | Czas na decyzje     | Rosemary Rodriguez   | Robert King, Michelle King           | 1 grudnia 2013       | 4 sierpnia 2014                       |
| 101 | 11 | Goliath and David              | Dawid i Goliat      | Brooke Kennedy       | Luke Schelhaas                       | 5 stycznia 2014      | 11 sierpnia 2014                      |
| 102 | 12 | We, the Juries                 | Podwójny proces     | Paris Barclay        | Keith Eisner                         | 12 stycznia 2014     | 11 sierpnia 2014                      |
| 103 | 13 | Parallel Construction, Bitches | Fałszywy trop       | Matt Shakman         | Erica Shelton Kodish                 | 9 marca 2014         | 18 sierpnia 2014                      |
| 104 | 14 | A Few Words                    | Kilka słów          | Rosemary Rodriguez   | Leonard Dick                         | 16 marca 2014        | 18 sierpnia 2014                      |
| 105 | 15 | Dramatics, Your Honor          | Dramaturgia zdarzeń | Brooke Kennedy       | Robert King, Michelle King           | 23 marca 2014        | 25 sierpnia 2014                      |
| 106 | 16 | The Last Call                  | Ostatnia rozmowa    | Jim McKay            | Robert King, Michelle King           | 30 marca 2014        | 25 sierpnia 2014                      |
| 107 | 17 | A Material World               | Dobra doczesne      | Griffin Dunne        | Craig Turk                           | 13 kwietnia 2014     | 1 września 2014                       |
| 108 | 18 | All Tapped Out                 | Na podsłuchu        | Félix Alcalá         | Julia Wolfe, Matthew Montoya         | 20 kwietnia 2014     | 1 września 2014                       |
| 109 | 19 | Tying the Knot                 | Klamka zapadła      | Josh Charles         | Nichelle Tramble Spellman            | 27 kwietnia 2014     | 8 września 2014                       |
| 110 | 20 | The Deep Web                   | W sieci             | Brooke Kennedy       | Luke Schelhaas, Erica Shelton Kodish | 4 maja 2014          | 8 września 2014                       |
| 111 | 21 | The One Percent                | Jeden procent       | Rosemary Rodriguez   | Ted Humphrey                         | 11 maja 2014         | 15 września 2014                      |
| 112 | 22 | A Weird Year                   | Dziwny dzień        | Robert King          | Robert King, Michelle King           | 18 maja 2014         | 15 września 2014                      |

## Sezon 6 (2014-15)
| Nr  | #  | Tytuł                  | Tytuł polski           | Reżyseria            | Scenariusz                                      | Premiera (CBS)       | Premiera w Polsce (Universal Channel) |
| --- | -- | ---------------------- | ---------------------- | -------------------- | ----------------------------------------------- | -------------------- | ------------------------------------- |
| 113 | 1  | The Line               | Nowy rozdział          | Robert King          | Robert King, Michelle King                      | 21 września 2014     | 13 października 2014                  |
| 114 | 2  | Trust Issues           | Kwestia zaufania       | Jim McKay            | Ted Humphrey                                    | 28 września 2014     | 20 października 2014                  |
| 115 | 3  | Dear God               | W poszukiwaniu Boga    | Brooke Kennedy       | Luke Schelhaas                                  | 5 października 2014  | 27 października 2014                  |
| 116 | 4  | Oppo Research          | Pranie brudów          | Matt Shakman         | Robert King, Michelle King                      | 12 października 2014 | 3 listopada 2014                      |
| 117 | 5  | Shiny Objects          | Tajemnica handlowa     | Frederick E. O. Toye | Keith Eisner                                    | 19 października 2014 | 10 listopada 2014                     |
| 118 | 6  | Old Spice              | Old Spice              | James Whitmore, Jr.  | Leonard Dick                                    | 26 października 2014 | 17 listopada 2014                     |
| 119 | 7  | Message Discipline     | Sedno sprawy           | Matt Shakman         | Craig Turk                                      | 2 listopada 2014     | 24 listopada 2014                     |
| 120 | 8  | Red Zone               | Czerwona strefa        | Félix Alcalá         | Nichelle Tramble Spellman                       | 9 listopada 2014     | 1 grudnia 2014                        |
| 121 | 9  | Sticky Content         | Kwity                  | Michael Zinberg      | Robert King, Michelle King                      | 16 listopada 2014    | 8 grudnia 2014                        |
| 122 | 10 | The Trial              | Proces                 | Frederick E. O. Toye | Robert King, Michelle King                      | 23 listopada 2014    | 26 stycznia 2015                      |
| 123 | 11 | Hail Mary              | Ostatnia deska ratunku | Rosemary Rodriguez   | Erica Shelton Kodish                            | 4 stycznia 2015      | 2 lutego 2015                         |
| 124 | 12 | The Debate             | Debata                 | Brooke Kennedy       | Robert King, Michelle King                      | 11 stycznia 2015     | 9 lutego 2015                         |
| 125 | 13 | Dark Money             | Ukryty fundusz         | Jim McKay            | Keith Eisner                                    | 1 marca 2015         | 23 marca 2015                         |
| 126 | 14 | Minds Eye              | Oczyma wyobraźni       | Robert King          | Robert King, Michelle King, Barry M. Schkolnick | 8 marca 2015         | 30 marca 2015                         |
| 127 | 15 | Open Source            | Zasoby ogólnodostępne  | Rosemary Rodriguez   | Craig Turk                                      | 15 marca 2015        | 6 kwietnia 2015                       |
| 128 | 16 | Red Meat               | Zew krwi               | Michael Zinberg      | Nichelle Tramble Spellman                       | 22 marca 2015        | 13 kwietnia 2015                      |
| 129 | 17 | Undisclosed Recipients | Ukryci odbiorcy        | James Whitmore, Jr.  | Leonard Dick                                    | 29 marca 2015        | 20 kwietnia 2015                      |
| 130 | 18 | Loser Edit             | Przegrana wygrana      | Brooke Kennedy       | Luke Schelhaas                                  | 5 kwietnia 2015      | 27 kwietnia 2015                      |
| 131 | 19 | Winning Ugly           | Chwyty niedozwolone    | Rosemary Rodriguez   | Erica Shelton Kodish                            | 12 kwietnia 2015     | 11 maja 2015                          |
| 132 | 20 | The Deconstruction     | Powrót do korzeni      | Ted Humphrey         | Ted Humphrey                                    | 26 kwietnia 2015     | 18 maja 2015                          |
| 133 | 21 | Dont Fail              | Byleby nie zawieść     | Nelson McCormick     | Robert King, Michelle King                      | 3 maja 2015          | 25 maja 2015                          |
| 134 | 22 | Wanna Partner?         | Szukasz partnera?      | Robert King          | Robert King, Michelle King                      | 10 maja 2015         | 1 czerwca 2015                        |

## Sezon 7 (2015-16)
| Nr  | #  | Tytuł     | Tytuł polski        | Reżyseria            | Scenariusz                    | Premiera (CBS)       | Premiera w Polsce (Universal Channel) |
| --- | -- | --------- | ------------------- | -------------------- | ----------------------------- | -------------------- | ------------------------------------- |
| 135 | 1  | Grunts    | Kaucja              | Brooke Kennedy       | Robert King, Michelle King    | 4 października 2015  | 2 listopada 2015                      |
| 136 | 2  | Innocents | Niewinni            | Jim McKay            | Craig Turk                    | 11 października 2015 | 9 listopada 2015                      |
| 137 | 3  | Cooked    | Ugotowani           | Michael Zinberg      | Luke Schelhaas                | 18 października 2015 | 16 listopada 2015                     |
| 138 | 4  | Taxed     | Podatek             | Jim McKay            | Leonard Dick                  | 25 października 2015 | 23 listopada 2015                     |
| 139 | 5  | Payback   | Odwet               | Craig Zisk           | Stephanie Sengupta            | 1 listopada 2015     | 30 listopada 2015                     |
| 140 | 6  | Lies      | Kłamstwa            | James Whitmore       | Erica Shelton Kodish          | 8 listopada 2015     | 7 grudnia 2015                        |
| 141 | 7  | Driven    | Jazda bez trzymanki | David Dworetzky      | Tyler Bensinger               | 15 listopada 2015    | 16 lutego 2016                        |
| 142 | 8  | Restraint | Na przekór sobie    | Matt Shakman         | Adam R. Perlman               | 22 listopada 2015    | 23 lutego 2016                        |
| 143 | 9  | Discovery | Materiał dowodowy   | Rosemary Rodriguez   | Joey Scavuzzo & Aaron Slavick | 29 listopada 2015    | 1 marca 2016                          |
| 144 | 10 | KSR       | Chore fantazje      | Jim McKay            | Craig Turk                    | 13 grudnia 2015      | 8 marca 2016                          |
| 145 | 11 | Iowa      | Prawybory           | Matt Shakman         | Erica Shelton Kodish          | 10 stycznia 2016     | 15 marca 2016                         |
| 146 | 12 | Tracks    | Ścieżki             | Félix Alcalá         | Stephanie Sengupta            | 17 stycznia 2016     | 22 marca 2016                         |
| 147 | 13 | Judged    | Sądzeni             | Rosemary Rodriguez   | Tyler Bensinger               | 31 stycznia 2016     | 29 marca 2016                         |
| 148 | 14 | Monday    | Poniedziałek        | Nelson McCormick     | Leonard Dick                  | 14 lutego 2016       | 5 kwietnia 2016                       |
| 149 | 15 | Targets   | Cele                | David Dworetzky      | Luke Schelhaas                | 21 lutego 2016       | 12 kwietnia 2016                      |
| 150 | 16 | Hearing   | Przesłuchanie       | Félix Alcalá         | Adam R. Perlman               | 6 marca 2016         | 19 kwietnia 2016                      |
| 151 | 17 | Shoot     | Celny strzał        | Frederick E. O. Toye | Stephanie Sengupta            | 20 marca 2016        | 26 kwietnia 2016                      |
| 152 | 18 | Unmanned  | Bezzałogowy         | James Whitmore       | Tyler Bensinger               | 27 marca 2016        | 3 maja 2016                           |
| 153 | 19 | Landing   | Lądowanie           | Phil Alden Robinson  | Luke Schelhaas                | 17 kwietnia 2016     | 10 maja 2016                          |
| 154 | 20 | Party     | Impreza             | Rosemary Rodriguez   | Leonard Dick                  | 24 kwietnia 2016     | 17 maja 2016                          |
| 155 | 21 | Verdict   | Werdykt             | Michael Zinberg      | Craig Turk                    | 1 maja 2016          | 24 maja 2016                          |
| 156 | 22 | End       | Koniec              | Robert King          | Robert King, Michelle King    | 8 maja 2016          | 31 maja 2016                          |